# Josip Boncelj
Josip Boncelj, slovenski inženir in strojnik, * 17. julij 1884, Železniki, † 5. januar 1971, Celje.

## Življenje in delo
Rodil se je očetu gostilničarju Jožefu in materi Tereziji (rojena Gavbe).
Boncelj je leta 1902 je končal realko v Ljubljani. Leta 1909 je končal študij na tedanji Tehniški visoki šoli na Dunaju. Bil je vodja in reorganizator Strojne tovarne in livarne v Ljubljani. Spremenil jo je iz obrtniškega načina delovanja v industrijskega.
Po končani prvi svetovni vojni je bil docent na Tehniški fakulteti v Ljubljani. Leta 1927 je postal redni profesor na Tehniški fakulteti v Zagrebu. Leta 1928 je v Zagrebu ustanovil Zavod za konstrukcijo strojnih delov. Bil je njegov prvi predstojnik.
Deloval je pri obrtnih in tehničnih razsodiščih. Bil je upravni svetnik in predsednik upravnega sveta industrijskih in gospodarskih podjetij. Ukvarjal se je s prevoznimi napravami, dvigali in s konstrukcijami strojnih elementov.